# Canal Acwalisnan
El canal Acwalisnan es uno de los canales fueguinos que separa la isla Clarence de la isla Capitán Aracena en la región austral de Chile uniendo las aguas del estrecho de Magallanes con las del océano Pacífico.
Administrativamente pertenece a la Región de Magallanes y Antártica Chilena, provincia de Magallanes, comuna de Punta Arenas.
Desde hace aproximadamente 6000 años hasta mitad del siglo XX sus costas fueron habitadas por el pueblo kawésqar. A comienzos del siglo XXI este pueblo había sido prácticamente extinguido por la acción del hombre blanco.

## Recorrido
El canal Acwalisnan comunica el seno Pedro del estrecho de Magallanes con el seno Dyneley, separando la isla Clarence de la isla Capitán Aracena. Tiene 11 millas de largo encontrándose en su curso la angostura O'Ryan. Es navegable por naves de tamaño medio
La corriente creciente proviene del norte es decir del estrecho de Magallanes, la vaciante corre en sentido opuesto.

## Historia
Desde hace unos 6000 años sus aguas eran recorridas por los pueblos kawésqar y yámanas, nómades canoeros, recolectores marinos. que acudían a este sector del archipiélago de Tierra del Fuego en búsqueda de pirita de hierro con la que encendían fuego. Esto duró hasta mediados del siglo XX en que prácticamente ya habían sido extinguidos por la acción del hombre blanco.
Durante el año 1713 la tartana francesa Santa Bárbara al mando del capitán Marchant efectuó trabajos hidrográficos en los canales fueguinos. Descubrió el actual canal Bárbara, al que bautizó con el nombre de su nave y también descubrió otro canal paralelo a este al que llamó Jarouzel, probablemente el actual canal Acwalisnan.
A fines del siglo XVIII, a partir del año 1788 comenzaron a llegar a la zona los balleneros, los loberos y cazadores de focas ingleses y estadounidenses y finalmente los chilotes.
El canal está dentro de la Reserva Forestal Alacalufes dependiente de la Corporación Nacional Forestal. y es uno de los límites del lado oeste del parque nacional Alberto de Agostini.

## Economía
En sus aguas se observan lobos de mar, nutrias, delfines y ballenas. También hay gran cantidad de camarones rojos, alimento principal de las ballenas. 
A comienzos del siglo XXI se explota la extracción de centollas.